# Selección de fútbol de Luxemburgo
La selección de fútbol de Luxemburgo es el equipo representativo del país en las competiciones oficiales. Su organización está a cargo de la Federación Luxemburguesa de Fútbol, perteneciente a la UEFA.

## Historia
Luxemburgo jugó su primer partido internacional contra la selección de fútbol el 29 de octubre de 1911, perdiendo 1-4. Su primera victoria la logró el 8 de febrero de 1914, por marcador de 5-4 contra la selección francesa.
Nunca se ha clasificado para la fase final de ninguna competición internacional organizada por la FIFA. Participó en los juegos olímpicos en varias ocasiones. Su primera participación se dio en 1920 (Amberes, Bélgica), jugando contra la selección neerlandesa, con quien perdió por marcador de 0-3 el 28 de agosto de 1920. En 1924, participó en sus segundos juegos olímpicos, ahora en París. Perdiendo por marcador de 0-2 contra la selección de Italia el 29 de mayo de 1924. Repitió participación en 1928, jugando contra la selección de Bélgica, perdiendo por marcador de 3-5. En los juegos olímpicos de Berlín enfrentó a la selección de Alemania, cayendo 0-9 el 4 de agosto de 1936. Luego, en las clasificatorias a Francia 1938, Luxemburgo perdió con los Países Bajos por 4-0, dejando la única opción de clasificar derrotando a Bélgica. En el partido decisivo, Luxemburgo partió ganando por 2-1 en el primer tiempo, pero los belgas remontaron hasta ganar 2-3, eliminando a Luxemburgo. En 1948, participó en los juegos olímpicos de Londres, ganando su primer partido contra Afganistán, por marcador de 6-0, el 16 de julio de 1948; y cayendo contra la selección de Yugoslavia por marcador de 1-6, el 31 de julio del mismo año. En 1952 acudió a los juegos olímpicos de Helsinki, donde ganó su primer partido a la Gran Bretaña, por marcador de 5-4, para avanzar a octavos de final, donde perdería contra la selección de Brasil por marcador de 2-1.
En 1964, estuvieron a punto de clasificar a la ronda final de cuatro equipos de la Eurocopa. Derrotaron en aquella oportunidad a Países Bajos por 1:1 y 2:1 y luego empataron ante Dinamarca por 3:3 y 2:2, por lo que debieron jugar un tercer partido definitivo, donde los daneses finalmente se impusieron por 1:0. Después de aquello, los jugadores de Luxemburgo perdieron esperanza en clasificatorias debido a que le tocaban equipos superiores a Dinamarca como a España o Francia. No lograron reeditar lo hecho en 1964.
El 10 de septiembre de 2008, Luxemburgo consiguió un resultado histórico en las eliminatorias para el Mundial Sudáfrica 2010, venciendo como visitante a Suiza por 2-1.
El 10 de septiembre de 2013 le ganó por 3-2 a Irlanda del Norte por las Eliminatorias para Brasil 2014, consiguiendo un resultado histórico luego de haberle ganado hace 5 años a Suiza por 2-1 (ya que ganó solamente en los últimos 15 años, 2 amistosos y 2 partidos por Eliminatorias). En las eliminatorias de la Eurocopa 2016, termina en el quinto lugar del Grupo C con 4 puntos luego de ganarle (1-0) a la selección de fútbol de Macedonia y de un empate de 1-1 contra la selección de fútbol de Bielorrusia. Luego en las clasificatorias a Rusia 2018, tras perder ante Francia, Países Bajos 2 veces (por 1-3 y 0-5) y ante Suecia por 0-1, derrotó a Bielorrusia de local por 1-0, y empatándole de visitante. Luego lograrían empatarle históricamente a Francia de visitante en Toulouse por 0-0, amargando la clasificación francesa al Mundial. Francia luego clasificaría y saldría campeona del mundo, que significó algo histórico para los luxemburgueses aquel empate. Luego cayó sorpresivamente goleado 8-0 por Suecia, y luego le empató 1-1 a Bulgaria, cerrando su clasificatoria evitando ser última de grupo.
Para la Eliminatoria del Mundial de Catar 2022, Luxemburgo consigue una victoria sorprendente contra Irlanda en Dublín por 0-1.
En la Clasificación para la Eurocopa 2024, Luxemburgo haría su mejor clasificatoria en su historia, siendo ubicado en el grupo J y lograría 5 victorias (3 de ellas contra las mundialistas Bosnia y Herzegovina y Islandia), 2 empates y 3 derrotas, las cuales serían contra la Portugal de Cristiano Ronaldo por unos escandalosos 0-6 y 0-9, y por 0-1 ante Eslovaquia, derrota que marcaría la clasificación de los eslovacos a la Eurocopa, y dejando a Luxemburgo sin posibilidad de clasificar a manera directa, sin embargo por medio de la Liga de Naciones, lograrían acceder a los playoffs, que se disputarán en marzo de 2024. Sin embargo, Luxemburgo fue eliminada ante Georgia 2 a 0 en los playoffs.

## Estadio
Juega sus partidos de local en el Stade Josy Barthel, localizado en route d'Arlon, en la ciudad de Luxemburgo, el cual tiene una capacidad de 8054 espectadores.

## Últimos partidos y próximos encuentros
Actualizado al último partido jugado el 25 de marzo de 2025
| Fecha      | Ciudad               | Local             | Resultado | Visitante         | Competición                     |
| ---------- | -------------------- | ----------------- | --------- | ----------------- | ------------------------------- |
| 12-10-2024 | Plovdiv              | Bulgaria          | 0:0       | Luxemburgo        | Liga de Naciones UEFA 24/25     |
| 15-10-2024 | Zalaegerszeg         | Bielorrusia       | 1:1       | Luxemburgo        | Liga de Naciones UEFA 24/25     |
| 15-11-2024 | Ciudad de Luxemburgo | Luxemburgo        | 0:1       | Bulgaria          | Liga de Naciones UEFA 24/25     |
| 18-11-2024 | Ciudad de Luxemburgo | Luxemburgo        | 2:2       | Irlanda del Norte | Liga de Naciones UEFA 24/25     |
| 22-03-2025 | Gasperich            | Luxemburgo        | 1:0       | Suecia            | Partido amistoso                |
| 25-03-2025 | St. Gallen           | Suiza             | 3:1       | Luxemburgo        | Partido amistoso                |
| 07-06-2025 | Ciudad de Luxemburgo | Luxemburgo        | -:-       | Eslovenia         | Partido amistoso                |
| 10-06-2025 | Ciudad de Luxemburgo | Luxemburgo        | -:-       | Irlanda           | Partido amistoso                |
| 04-09-2025 | Gasperich            | Luxemburgo        | -:-       | Irlanda del Norte | Clasificación Copa Mundial 2026 |
| 07-09-2025 | Ciudad de Luxemburgo | Luxemburgo        | -:-       | Eslovaquia        | Clasificación Copa Mundial 2026 |
| 10-10-2025 | TBD                  | Alemania          | -:-       | Luxemburgo        | Clasificación Copa Mundial 2026 |
| 13-10-2025 | Bratislava           | Eslovaquia        | -:-       | Luxemburgo        | Clasificación Copa Mundial 2026 |
| 14-11-2025 | Ciudad de Luxemburgo | Luxemburgo        | -:-       | Alemania          | Clasificación Copa Mundial 2026 |
| 17-11-2025 | Belfast              | Irlanda del Norte | -:-       | Luxemburgo        | Clasificación Copa Mundial 2026 |
| 26-03-2026 | Ta' Qali             | Malta             | -:-       | Luxemburgo        | Play-off Liga de Naciones 24/25 |
| 31-03-2026 | Ciudad de Luxemburgo | Luxemburgo        | -:-       | Malta             | Play-off Liga de Naciones 24/25 |

## Estadísticas

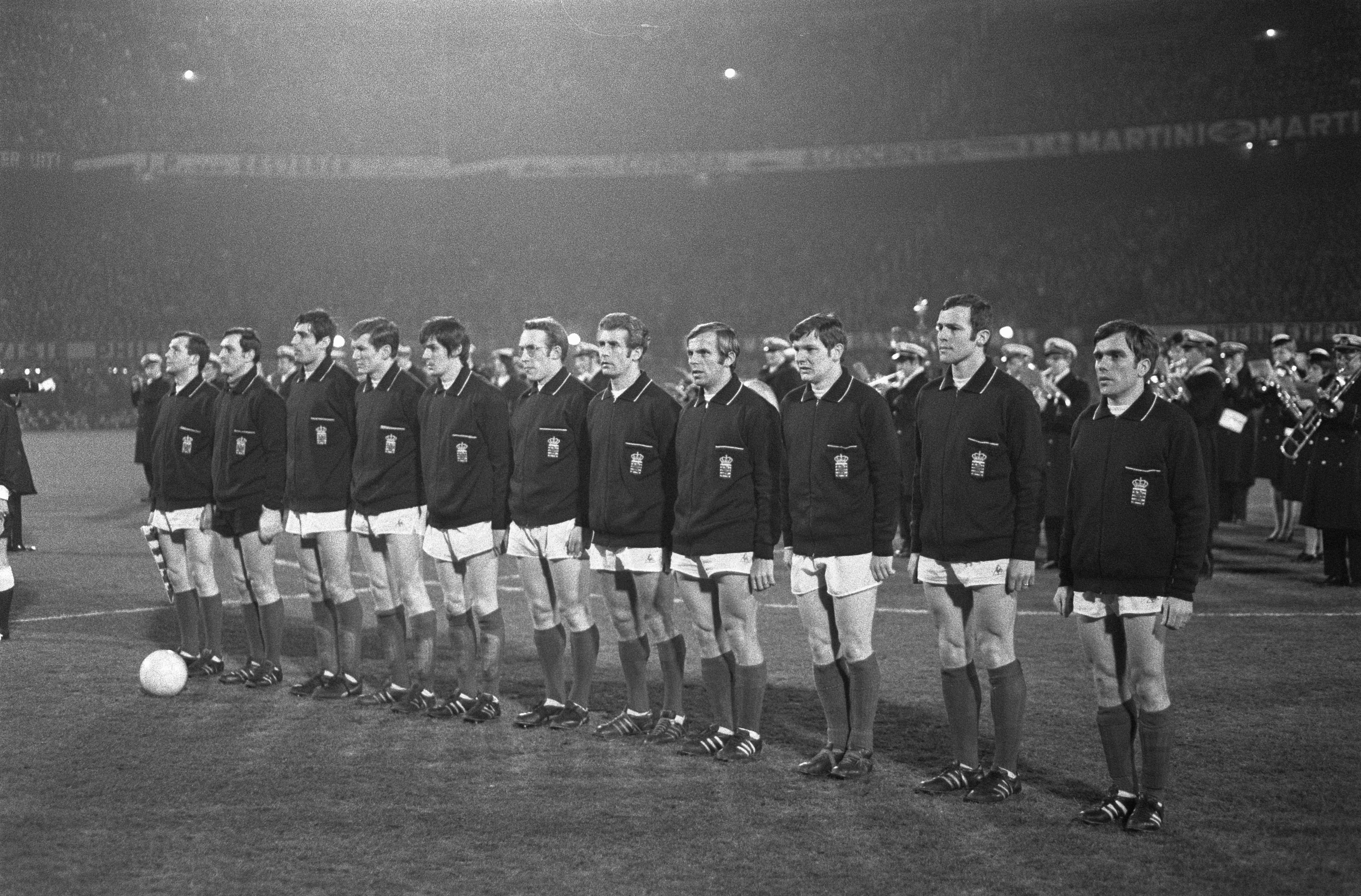
La selección de Luxemburgo previo a su partido ante en la clasificación de UEFA para la Copa Mundial de Fútbol de 1970.

### Juegos Olímpicos
| Juegos Olímpicos                                                                                         | Juegos Olímpicos              | Juegos Olímpicos              | Juegos Olímpicos              | Juegos Olímpicos              | Juegos Olímpicos              | Juegos Olímpicos              | Juegos Olímpicos              |
| Año | Ronda                         | J                             | G                             | E                             | P                             | GF                            | GC                            |
| --- | ----------------------------- | ----------------------------- | ----------------------------- | ----------------------------- | ----------------------------- | ----------------------------- | ----------------------------- |
| 1908 | No existía la selección       | No existía la selección       | No existía la selección       | No existía la selección       | No existía la selección       | No existía la selección       | No existía la selección       |
| 1912 | No participó                  | No participó                  | No participó                  | No participó                  | No participó                  | No participó                  | No participó                  |
| 1920 | Primera ronda                 | 1                             | 0                             | 0                             | 1                             | 0                             | 3                             |
| 1924 | Octavos de final              | 1                             | 0                             | 0                             | 1                             | 0                             | 2                             |
| 1928 | Octavos de final              | 1                             | 0                             | 0                             | 1                             | 3                             | 5                             |
| 1932 | No hubo competición de fútbol | No hubo competición de fútbol | No hubo competición de fútbol | No hubo competición de fútbol | No hubo competición de fútbol | No hubo competición de fútbol | No hubo competición de fútbol |
| 1936 | Primera ronda                 | 1                             | 0                             | 0                             | 1                             | 0                             | 9                             |
| 1948 | Octavos de final              | 2                             | 1                             | 0                             | 1                             | 7                             | 6                             |
| Desde 1952 los Juegos Olímpicos los disputan selecciones amateurs, y a partir de 1992 selecciones sub-23 |                               |                               |                               |                               |                               |                               |                               |
| Total | 5/7                           | 6                             | 1                             | 0                             | 5                             | 10                            | 25                            |

### Copa Mundial de Fútbol
| Copa Mundial de Fútbol | Copa Mundial de Fútbol | Copa Mundial de Fútbol | Copa Mundial de Fútbol | Copa Mundial de Fútbol | Copa Mundial de Fútbol | Copa Mundial de Fútbol | Copa Mundial de Fútbol |
| Año                    | Ronda                  | J                      | G                      | E                      | P                      | GF                     | GC                     |
| ---------------------- | ---------------------- | ---------------------- | ---------------------- | ---------------------- | ---------------------- | ---------------------- | ---------------------- |
| 1930                   | No participó           | No participó           | No participó           | No participó           | No participó           | No participó           | No participó           |
| 1934 - 2022            | No clasificó           | No clasificó           | No clasificó           | No clasificó           | No clasificó           | No clasificó           | No clasificó           |
| 2026                   | Por disputarse         | Por disputarse         | Por disputarse         | Por disputarse         | Por disputarse         | Por disputarse         | Por disputarse         |
| Total                  | 0/22                   | -                      | -                      | -                      | -                      | -                      | -                      |

### Eurocopa
| Eurocopa    | Eurocopa       | Eurocopa       | Eurocopa       | Eurocopa       | Eurocopa       | Eurocopa       | Eurocopa       |
| Año         | Ronda          | J              | G              | E              | P              | GF             | GC             |
| ----------- | -------------- | -------------- | -------------- | -------------- | -------------- | -------------- | -------------- |
| 1960        | No participó   | No participó   | No participó   | No participó   | No participó   | No participó   | No participó   |
| 1964 - 2024 | No clasificó   | No clasificó   | No clasificó   | No clasificó   | No clasificó   | No clasificó   | No clasificó   |
| 2028        | Por disputarse | Por disputarse | Por disputarse | Por disputarse | Por disputarse | Por disputarse | Por disputarse |
| Total       | 0/17           | -              | -              | -              | -              | -              | -              |

### Liga de Naciones de la UEFA
| Liga de Naciones de la UEFA | Liga de Naciones de la UEFA | Liga de Naciones de la UEFA | Liga de Naciones de la UEFA | Liga de Naciones de la UEFA | Liga de Naciones de la UEFA | Liga de Naciones de la UEFA | Liga de Naciones de la UEFA | Liga de Naciones de la UEFA | Liga de Naciones de la UEFA | Liga de Naciones de la UEFA | Liga de Naciones de la UEFA |
| Año                         | L                           | G                           | Ronda                       | Posición                    | J                           | G                           | E                           | P                           | GF                          | GC                          | DG                          |
| --------------------------- | --------------------------- | --------------------------- | --------------------------- | --------------------------- | --------------------------- | --------------------------- | --------------------------- | --------------------------- | --------------------------- | --------------------------- | --------------------------- |
| 2018-19                     | D                           | 2                           | Segundo lugar               | 44.º                        | 6                           | 3                           | 1                           | 2                           | 11                          | 4                           | +7                          |
| 2020-21                     | C                           | 1                           | Segundo lugar               | 39.º                        | 6                           | 3                           | 1                           | 2                           | 7                           | 5                           | +2                          |
| 2022-23                     | C                           | 1                           | Segundo lugar               | 37.º                        | 6                           | 3                           | 2                           | 1                           | 9                           | 7                           | +2                          |
| Total                       | Total                       | Total                       | 3/3                         | 35.º                        | 18                          | 9                           | 4                           | 5                           | 27                          | 16                          | +11                         |

## Indumentaria
| 2023 | 2024 | 2023 | 2024 | 2023 | 2024 |

## Jugadores

### Plantilla
- Convocatoria para los partidos amistosos ante Suecia y Suiza de marzo de 2025.[2]

| No. | Pos. | Jugador                     | Fecha de nacimiento (edad)        | Apa. | Goles | Club                     |
| --- | ---- | --------------------------- | --------------------------------- | ---- | ----- | ------------------------ |
| 1   | POR  | Anthony Moris               | 29 de abril de 1990 (35 años)     | 73   | 0     | Union SG                 |
| 12  | POR  | Tiago Pereira Cardoso       | 7 de abril de 2006 (19 años)      | 4    | 0     | Borussia Mönchengladbach |
| 23  | POR  | Lucas Fox                   | 2 de octubre de 2000 (24 años)    | 0    | 0     | Bocholt                  |
|     |      |                             |                                   |      |       |                          |
| 2   | DEF  | Seid Korać                  | 20 de octubre de 2001 (23 años)   | 12   | 2     | Vojvodina                |
| 3   | DEF  | Enes Mahmutović             | 22 de mayo de 1997 (28 años)      | 37   | 0     | NAC Breda                |
| 13  | DEF  | Dirk Carlson                | 1 de abril de 1998 (27 años)      | 62   | 0     | St. Pölten               |
| 14  | DEF  | Eric Veiga                  | 18 de febrero de 1997 (28 años)   | 8    | 0     | AVS                      |
| 18  | DEF  | Laurent Jans                | 5 de agosto de 1992 (33 años)     | 112  | 1     | Beveren                  |
| 20  | DEF  | Eldin Dzogovic              | 8 de junio de 2003 (22 años)      | 9    | 0     | Magdeburg                |
| 22  | DEF  | Marvin Martins              | 17 de febrero de 1995 (30 años)   | 39   | 3     | Austria Viena            |
|     |      |                             |                                   |      |       |                          |
| 4   | MED  | Florian Bohnert             | 9 de noviembre de 1997 (27 años)  | 52   | 1     | Bastia                   |
| 6   | MED  | Tomás Moreira               | 26 de junio de 2005 (20 años)     | 5    | 0     | Benfica                  |
| 7   | MED  | Yvandro Borges Sanches      | 24 de mayo de 2004 (21 años)      | 26   | 3     | Borussia Mönchengladbach |
| 8   | MED  | Christopher Martins Pereira | 19 de febrero de 1997 (28 años)   | 75   | 1     | Spartak Moscú            |
| 11  | MED  | Vincent Thill               | 4 de febrero de 2000 (25 años)    | 55   | 3     | Sabah                    |
| 15  | MED  | Lars Gerson                 | 5 de febrero de 1990 (35 años)    | 98   | 4     | Progrès Niedercorn       |
| 16  | MED  | Leandro Barreiro            | 3 de enero de 2000 (25 años)      | 63   | 2     | Benfica                  |
| 19  | MED  | Mathias Olesen              | 21 de marzo de 2001 (24 años)     | 30   | 1     | Colonia                  |
| 21  | MED  | Enzo Duarte                 | 28 de enero de 2009 (16 años)     | 0    | 0     | Borussia Dortmund        |
|     |      |                             |                                   |      |       |                          |
| 5   | DEL  | Alessio Curci               | 16 de febrero de 2002 (23 años)   | 15   | 1     | Francs Borains           |
| 9   | DEL  | Danel Sinani                | 5 de abril de 1997 (28 años)      | 71   | 14    | San Pauli                |
| 10  | DEL  | Gerson Rodrigues            | 20 de junio de 1995 (30 años)     | 70   | 23    | AVS                      |
| 17  | DEL  | Brian Madjo                 | 12 de enero de 2009 (16 años)     | 2    | 0     | Metz                     |
|     | DEL  | Michael Omosanya            | 25 de diciembre de 1999 (25 años) | 4    | 0     | Thionville               |

| # | Nombre           | Apariciones |
| - | ---------------- | ----------- |
| 1 | Mario Mutsch     | 101         |
| 2 | Daniel Da Mota   | 100         |
| 3 | Jeff Strasser    | 98          |
| 4 | René Peters      | 92          |
| 5 | Jonathan Joubert | 90          |

| # | Nombre           | Goles |
| - | ---------------- | ----- |
| 1 | Gerson Rodrigues | 17    |
| 2 | Léon Mart        | 16    |
| 3 | Gustave Kemp     | 15    |
| 4 | Aurélien Joachim | 15    |
| 5 | Camile Libar     | 14    |

A 19 de noviembre de 2023

## Seleccionadores
| Nombre                                          | Nacionalidad        | Periodo   |
| ----------------------------------------------- | ------------------- | --------- |
| Paul Feierstein                                 | Luxemburgo          | 1933–1948 |
| Jean-Pierre Hoscheit Jules Müller Albert Reuter | Luxemburgo          | 1948–1949 |
| Adolf Patek                                     | Austria             | 1949–1953 |
| Béla Volentik                                   | Hungría             | 1953–1955 |
| Eduard Havlicek                                 | Austria             | 1955      |
| Nandor Lengyel                                  | Hungría             | 1955–1959 |
| Pierre Sinibaldi                                | Francia             | 1959–1960 |
| Robert Heinz                                    | Alemania Occidental | 1960–1969 |
| Ernst Melchior                                  | Francia             | 1969–1972 |
| Gilbert Legrand                                 | Francia             | 1972–1977 |
| Arthur Schoos                                   | Luxemburgo          | 1978      |
| Louis Pilot                                     | Luxemburgo          | 1978–1984 |
| Jozef Vliers                                    | Bélgica             | 1984      |
| Josy Kirchens                                   | Luxemburgo          | 1985      |
| Paul Philipp                                    | Luxemburgo          | 1985–2001 |
| Allan Simonsen                                  | Dinamarca           | 2001–2004 |
| Guy Hellers                                     | Luxemburgo          | 2004–2010 |
| Luc Holtz                                       | Luxemburgo          | 2010–2025 |
| Jeff Strasser                                   | Luxemburgo          | 2025–     |

- Fuente:[4]

## Récord ante otras selecciones
Actualizado al 15 de octubre de 2024.
| Rival                | J   | G  | E  | P   |
| -------------------- | --- | -- | -- | --- |
| Afganistán           | 1   | 1  | 0  | 0   |
| Albania              | 7   | 2  | 1  | 4   |
| Argelia              | 1   | 0  | 1  | 0   |
| Armenia              | 1   | 0  | 1  | 0   |
| Austria              | 7   | 0  | 0  | 7   |
| Azerbaiyán           | 7   | 3  | 3  | 1   |
| Bielorrusia          | 14  | 2  | 5  | 7   |
| Bélgica              | 20  | 1  | 3  | 16  |
| Bosnia y Herzegovina | 9   | 2  | 0  | 7   |
| Bulgaria             | 16  | 0  | 3  | 13  |
| Camerún              | 1   | 0  | 0  | 1   |
| Canadá               | 1   | 0  | 0  | 1   |
| Cabo Verde           | 4   | 0  | 3  | 1   |
| Chipre               | 5   | 1  | 0  | 4   |
| República Checa      | 2   | 1  | 0  | 1   |
| Checoslovaquia       | 7   | 0  | 1  | 6   |
| Dinamarca            | 11  | 0  | 2  | 9   |
| Alemania Democrática | 5   | 0  | 0  | 5   |
| Egipto               | 1   | 0  | 1  | 0   |
| Inglaterra           | 9   | 0  | 0  | 9   |
| Estonia              | 3   | 0  | 1  | 2   |
| Islas Feroe          | 5   | 1  | 2  | 2   |
| Finlandia            | 5   | 1  | 0  | 4   |
| Francia              | 19  | 1  | 1  | 17  |
| Gambia               | 1   | 1  | 0  | 0   |
| Georgia              | 5   | 1  | 1  | 3   |
| Alemania             | 13  | 1  | 0  | 12  |
| Grecia               | 9   | 1  | 0  | 8   |
| Hungría              | 11  | 1  | 1  | 9   |
| Islandia             | 9   | 1  | 4  | 4   |
| Israel               | 9   | 0  | 0  | 9   |
| Italia               | 9   | 0  | 1  | 8   |
| Kazajistán           | 1   | 1  | 0  | 0   |
| Letonia              | 7   | 0  | 1  | 6   |
| Liechtenstein        | 6   | 2  | 1  | 3   |
| Lituania             | 6   | 4  | 1  | 1   |
| Madagascar           | 1   | 0  | 1  | 0   |
| Malta                | 7   | 3  | 2  | 2   |
| México               | 1   | 1  | 0  | 0   |
| Moldavia             | 6   | 1  | 4  | 1   |
| Montenegro           | 3   | 1  | 0  | 2   |
| Marruecos            | 3   | 0  | 0  | 3   |
| Birmania             | 1   | 0  | 0  | 1   |
| Países Bajos         | 18  | 2  | 1  | 15  |
| Nigeria              | 1   | 0  | 0  | 1   |
| Irlanda del Norte    | 6   | 1  | 1  | 4   |
| Macedonia del Norte  | 4   | 2  | 0  | 2   |
| Noruega              | 12  | 2  | 1  | 9   |
| Polonia              | 7   | 0  | 1  | 6   |
| Portugal             | 21  | 1  | 1  | 19  |
| Catar                | 2   | 0  | 1  | 1   |
| Irlanda              | 7   | 1  | 0  | 6   |
| Rumania              | 6   | 0  | 0  | 6   |
| Rusia                | 10  | 0  | 0  | 10  |
| San Marino           | 2   | 2  | 0  | 0   |
| Arabia Saudita       | 1   | 0  | 0  | 1   |
| Escocia              | 5   | 0  | 1  | 4   |
| Senegal              | 1   | 0  | 1  | 0   |
| Serbia               | 4   | 0  | 0  | 4   |
| Serbia y Montenegro  | 2   | 0  | 0  | 2   |
| Eslovaquia           | 7   | 1  | 1  | 5   |
| Eslovenia            | 4   | 0  | 0  | 4   |
| Unión Soviética      | 1   | 0  | 0  | 1   |
| España               | 6   | 0  | 0  | 6   |
| Suecia               | 6   | 0  | 1  | 5   |
| Suiza                | 12  | 1  | 1  | 10  |
| Tailandia            | 1   | 1  | 0  | 0   |
| Togo                 | 1   | 0  | 1  | 0   |
| Turquía              | 9   | 1  | 1  | 7   |
| Ucrania              | 5   | 0  | 0  | 5   |
| Estados Unidos       | 1   | 0  | 0  | 1   |
| Uruguay              | 1   | 0  | 0  | 1   |
| Gales                | 6   | 0  | 0  | 6   |
| Yugoslavia           | 9   | 0  | 1  | 8   |
| Total                | 447 | 50 | 59 | 338 |